# Zhang Kexin
Zhang Kexin (张可欣S, Zhāng KěxīnP; Harbin, 5 giugno 2002) è una sciatrice freestyle cinese specialista dell'halfpipe.

## Biografia
Zhang debutta in Coppa del Mondo nel febbraio 2017, venendo squalificata nella gara di halfpipe svolta a Mammoth Mountain. Disputa le Olimpiadi di Pyeongchang 2018 terminando al nono posto nell'halfpipe, e poi vince la medaglia di bronzo nella stessa disciplina ai Mondiali juniores di Cardrona. Ai Mondiali di Park City 2019 ottiene l'ottavo posto nell'halfpipe.

## Palmarès

### Coppa del Mondo
- Miglior piazzamento in classifica generale: 9ª nel 2020
- Miglior piazzamento nella Coppa del Mondo di halfpipe: 3ª nel 2018, nel 2019 e nel 2020
- 9 podi:
  - 4 vittorie
  - 1 secondo posto
  - 4 terzi posti

#### Coppa del Mondo - vittorie
| Data             | Luogo            | Paese         | Disciplina |
| ---------------- | ---------------- | ------------- | ---------- |
| 22 dicembre 2017 | Secret Garden    | Cina          | HP         |
| 20 dicembre 2018 | Secret Garden    | Cina          | HP         |
| 7 settembre 2019 | Cardrona         | Nuova Zelanda | HP         |
| 3 febbraio 2023  | Mammoth Mountain | Stati Uniti   | HP         |

Legenda:

HP = halfpipe

### Mondiali juniores
- 1 medaglia:
  - 1 bronzo (halfpipe a Cardrona 2018)